# Melbisauni
Melbisauni (nep. मेलबिसौना) – gaun wikas samiti w zachodniej części Nepalu w strefie Seti w dystrykcie Bajhang. Według nepalskiego spisu powszechnego z 2011 roku liczył on 619 gospodarstw domowych i 3492 mieszkańców (1820 kobiet i 1672 mężczyzn).